# Casas de los Pinos
Casas de los Pinos  és un municipi de la província de Conca, a la comunitat autònoma de Castella-La Manxa.
1. ↑  «Provincia de Guadalajara (España): Municipios & Localidades» (en castellà), 22-01-2021. [Consulta: 5 març 2021].